# 埃斯基菲厄泽
埃斯基菲厄泽是冰岛东部区菲亚扎比格兹市镇内的城镇。镇上有港口及渔业。人口数量为1,052人（2021年），为菲亚扎比格兹市镇内几个人口众多的城镇之一。